# Sprzysiężenie Równych

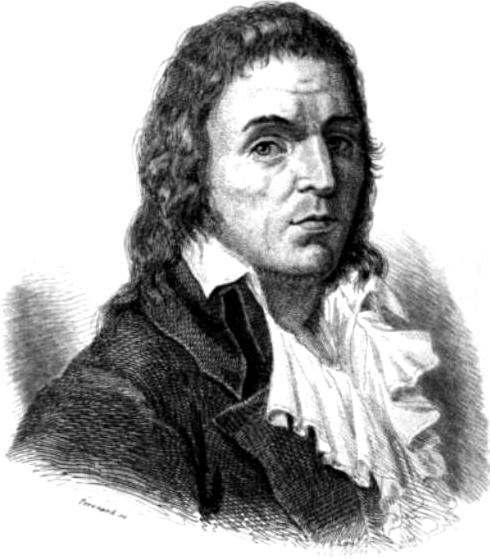
Gracchus Babeuf

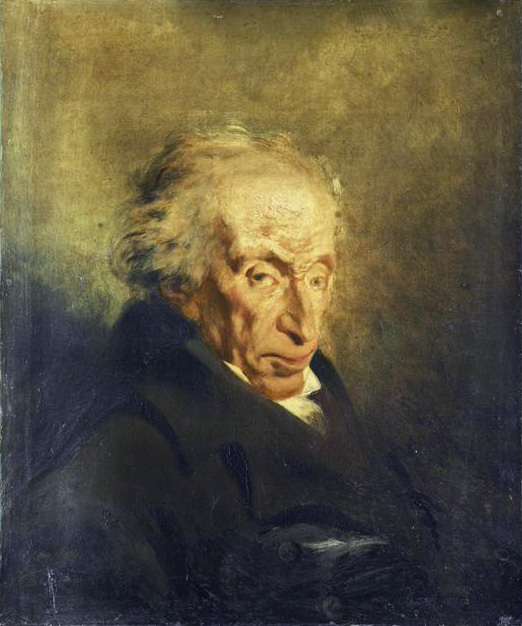
Philippe Buonarrotti

Sprzysiężenie Równych (fr. Conjuration des Égaux) – tajna organizacja rewolucyjna, na czele której stał Gracchus Babeuf, stawiająca sobie za cel obalenie Dyrektoriatu.

## Historia
Ugrupowanie powstało w 1795, stawiając sobie za cel przeciwstawienie się antyspołecznej zdaniem jego przywódców polityce Dyrektoriatu. Trzon Sprzysiężenia stanowili poza Babeufem Philippe Buonarroti, Augustin Darthé, Sylvain Maréchal, Félix Lepeletier, Pierre-Antoine Antonelle oraz Georges Grisel. Sprzysiężenie opierało swoją działalność na funkcjonowaniu podziemnych grup, które kontaktowały się z przywództwem organizacji, otrzymując od niego kolejne rozkazy. Głównym centrum działalności sprzysiężenia był Paryż; poza stolicą ugrupowanie cieszyło się śladową popularnością.
Rozbicie Sprzysiężenia Równych było rezultatem zdrady popełnionej przez Grisela oraz działań policji, która w maju 1796, po publikacji Manifestu Równych, uznała stowarzyszenie za niebezpieczne politycznie. Dzięki informacjom pozyskanym od Grisela możliwe było zatrzymanie Babeufa, ukrywającego się pod nazwiskiem Tissot, jak i aresztowanie Buonarrottiego oraz 245 dalszych osób. Babeuf został osądzony i 27 maja 1797 zgilotynowany za działalność antypaństwową.

## Ideologia
Sprzysiężenie Równych głosiło program bliski komunizmowi, postulując kolektywizację ziemi, nacjonalizację środków produkcji i powołując się na wartości takie jak dobro wspólne i równość wszystkich ludzi. Domagali się również wprowadzenia w życie konstytucji jakobińskiej z 1793. Poglądy te zostały najpełniej wyłożone w Manifeście Równych z 1796.